# Ray (pel·lícula)
Ray és una pel·lícula estatunidenca dirigida per Taylor Hackford. Aquest biopic del cantant Ray Charles va permetre a Jamie Foxx d'obtenir l'Oscar al millor actor el 2005 per la seva interpretació.

## Argument
Ray Charles és un cantant negre americà. Cec des de la seva infantesa, és confrontat a la duresa de la seva mare que vol fer d'ell un nen autònom i capaç de sortir-se’n tot sol. L'envia a un centre especialitzat i el trobem diversos anys més tard, prest a marxar a Nova York per començar una carrera de pianista. En principi músic en petits grups, aviat és fitxat pel seu talent i grava els seus primers discs amb el seu propi nom. El seu èxit no pararà de créixer però aquest camí és sembrat de trampes degudes al seu handicap, a la seva dependència a l'heroïna, a la culpabilitat que porta des de la mort del seu germà quan eren nens, i a la seva dificultat per ser fidel.

## Repartiment
- Jamie Foxx: Ray Charles
- Kerry Washington: Della Bea Robinson
- Regina King: Margie Hendricks
- Aunjanue Ellis: Mary Ann Fisher
- Terrence Dashon Howard: Gossie McKee
- Curtis Armstrong: Ahmet Ertegün
- Clifton Powell: Jeff Brown
- Harry J. Lennix: Joe Adams
- Bokeem Woodbine: Fathead Newman
- Sharron Warren: Aretha Robinson

## Producció
La producció de la pel·lícula va ser finançada completament per Philip Anschutz, a través de la seva companyia de Bristol Bay Productions. Taylor Hackford va declarar en una característica de la DVD especial que li va prendre 15 anys fer la pel·lícula. Més tard va aclarir en les notes de la banda sonora que es va prendre aquest temps per obtenir finançament.
Charles va rebre un còpia Braille del guió original de la pel·lícula, ell es va oposar únicament a una escena que el mostrava portant un piano de mala gana, i una escena del que implica que Charles havia mostrat l'amant i conductora "Raelette" Margie Hendricks com se xutava heroïna.

## Premis i nominacions

### Premis
- 2005: Oscar al millor actor per Jamie Foxx
- 2005: Oscar a la millor edició de so per Scott Millan, Greg Orloff, Bob Beemer i Steve Cantamessa
- 2005: Globus d'Or al millor actor musical o còmic per Jamie Foxx
- 2005: BAFTA al millor actor per Jamie Foxx
- 2005: BAFTA al millor so per Karen Baker Landers, Per Hallberg, Scott Millan, Greg Orloff, Bob Beemer i Steve Cantamessa
- 2006: Grammy al millor àlbum de banda sonora per pel·lícula, televisió o altre mitjà visual per Craig Armstrong
- 2006: Grammy al millor àlbum compilatori de banda sonora per pel·lícula, televisió o altre mitjà visual per James Austin i Stuart Benjamin

### Nominacions
- 2005: Oscar a la millor pel·lícula
- 2005: Oscar al millor director per Taylor Hackford
- 2005: Oscar al millor muntatge per Paul Hirsch
- 2005: Oscar al millor vestuari per Sharen Davis
- 2005: Globus d'Or a la millor pel·lícula musical o còmica
- 2005: BAFTA al millor guió original per James L. White
- 2005: BAFTA a la millor música per Craig Armstrong